# چابدی
چابدی (به مجاری:  Csabdi) یک شهرداری در مجارستان است. چابدی ۱۶٫۸۷ کیلومتر مربع مساحت و ۱٬۱۷۴ نفر جمعیت دارد.